# Jalipigaraipalli, Bagepalli
Jalipigaraipalli là một làng thuộc tehsil Bagepalli, huyện Chikkaballapur, bang Karnataka, Ấn Độ.